# Mycosphaerella concentrica
Mycosphaerella concentrica är en svampart som först beskrevs av Marjan Raciborski, och fick sitt nu gällande namn av Joanne E. Taylor & Crous 2003. Mycosphaerella concentrica ingår i släktet Mycosphaerella och familjen Mycosphaerellaceae.   Inga underarter finns listade i Catalogue of Life.